# Española (Nouveau-Mexique)
Pour les articles homonymes, voir Española.
Española est une ville située majoritairement dans le comté de Rio Arriba et en partie dans le comté de Santa Fe, au Nouveau-Mexique. Elle fut fondée en 1880 comme un village étape de chemin de fer, puis incorporée en tant que ville en 1925. Elle est située dans la zone que Juan de Oñate déclara en tant que capitale pour l'Espagne en 1598; Española fut donc appelée la première capitale d'Amérique. La population s'élevait à 10 495 habitants au recensement de 2010. La ville fait partie de la zone combinée de statistiques d'Albuquerque - Santa Fe - Las Vegas.

## Source
- (en) Cet article est partiellement ou en totalité issu de l’article de Wikipédia en anglais intitulé « Española, New Mexico » (voir la liste des auteurs).